# Бруно (Західна Вірджинія)
Бруно (англ. Bruno) — переписна місцевість (CDP) в США, в окрузі Лоґан штату Західна Вірджинія. Населення — 483 особи (2020).

## Географія
Бруно розташоване за координатами 37°41′28″ пн. ш. 81°52′44″ зх. д. / 37.69111° пн. ш. 81.87889° зх. д. (37.690997, -81.878837).  За даними Бюро перепису населення США в 2010 році переписна місцевість мала площу 3,43 км², з яких 3,37 км² — суходіл та 0,06 км² — водойми.

## Демографія
Згідно з переписом 2010 року, у переписній місцевості мешкали 544 особи в 208 домогосподарствах у складі 154 родин. Густота населення становила 159 осіб/км².  Було 228 помешкань (67/км²).
Расовий склад населення:
| - 97,6 % — білих |

До двох чи більше рас належало 2,4 %. Частка іспаномовних становила 0,0 % від усіх жителів.
За віковим діапазоном населення розподілялося таким чином: 24,6 % — особи молодші 18 років, 62,2 % — особи у віці 18—64 років, 13,2 % — особи у віці 65 років та старші. Медіана віку мешканця становила 37,5 року. На 100 осіб жіночої статі у переписній місцевості припадало 95,0 чоловіків;  на 100 жінок у віці від 18 років та старших — 93,4 чоловіків також старших 18 років.
Середній дохід на одне домашнє господарство  становив 59 832 долари США (медіана — 61 935), а середній дохід на одну сім'ю — 61 662 долари (медіана — 62 262). За межею бідності перебувало 1,0 % осіб, у тому числі 0,0 % дітей у віці до 18 років та 0,0 % осіб у віці 65 років та старших.
Цивільне працевлаштоване населення становило 262 особи. Основні галузі зайнятості: освіта, охорона здоров'я та соціальна допомога — 29,4 %, будівництво — 26,0 %, виробництво — 24,0 %.